# Puya mollis
Puya mollis är en gräsväxtart som beskrevs av John Gilbert Baker och Carl Christian Mez. Puya mollis ingår i släktet Puya och familjen Bromeliaceae. Inga underarter finns listade i Catalogue of Life.